# Выборгский ипподром
Выборгский ипподром был основан в 1892 году и располагался в районе Келккала (современный микрорайон «Д»). Был вторым старейшим в Финляндии после ипподрома Оулункюля в Хельсинки (1884). Ключевую роль в создании ипподрома Ассоциации любителей лошадей (Hevosystäväin Yhdistys) Выборгской губернии сыграли представители известных выборгских немецких купеческих родов: коммерции советник Вильгельм Роте, предприниматель и меценат, а также предприниматель и наездник Фриц Буттенгофф. 
На Выборгском ипподроме проводились скачки общефинляндского уровня: в частности, в 1938 году на ежегодных бегах Kuninkuusravit («Королевские бега») победителем стал жеребец по кличке Lohdutus («Утешение») наездника Тойво Похьялы.
Помимо бегов, на ипподроме проводились соревнования и по другим видам спорта. В 1910 году на ипподроме проходил чемпионат Финляндии по легкой атлетике, который в то время назывался Калеваский матч (Kalevan-ottelu 1910). В 1929, 1932, 1935 и 1939 годах на ипподроме проводились международные мотогонки, организованные Выборгским мотоклубом.
Во время советско-финской войны (1941—1944) через ипподром пролегла VKT-линия, прорванная советскими войсками в ходе Выборгской операции. После 1944 года ипподром не функционировал. В настоящее время расположенный в промзоне у Ленинградского шоссе участок, ранее занимаемый ипподромом, частично зарос деревьями.